# Trepidulus
Trepidulus is een geslacht van rechtvleugeligen uit de familie veldsprinkhanen (Acrididae). De wetenschappelijke naam van dit geslacht is voor het eerst geldig gepubliceerd in 1901 door McNeill.

## Soorten
Het geslacht Trepidulus omvat de volgende soorten:
- Trepidulus concinens Otte, 1984
- Trepidulus hyalinus Scudder, 1900
- Trepidulus rosaceus Scudder, 1900